# 大哈登站
大哈登站（德語：U-Bahnhof Großhadern）是慕尼黑地铁6号线位于慕尼黑哈登的一座车站。